# Pont de Ferro d'Agramunt
El pont de ferro d'Agramunt és el nom amb què popularment s'anomena l'aqüeducte que condueix les aigües del Canal d'Urgell per sobre la llera del riu Sió al seu pas per aquesta població.

## Història

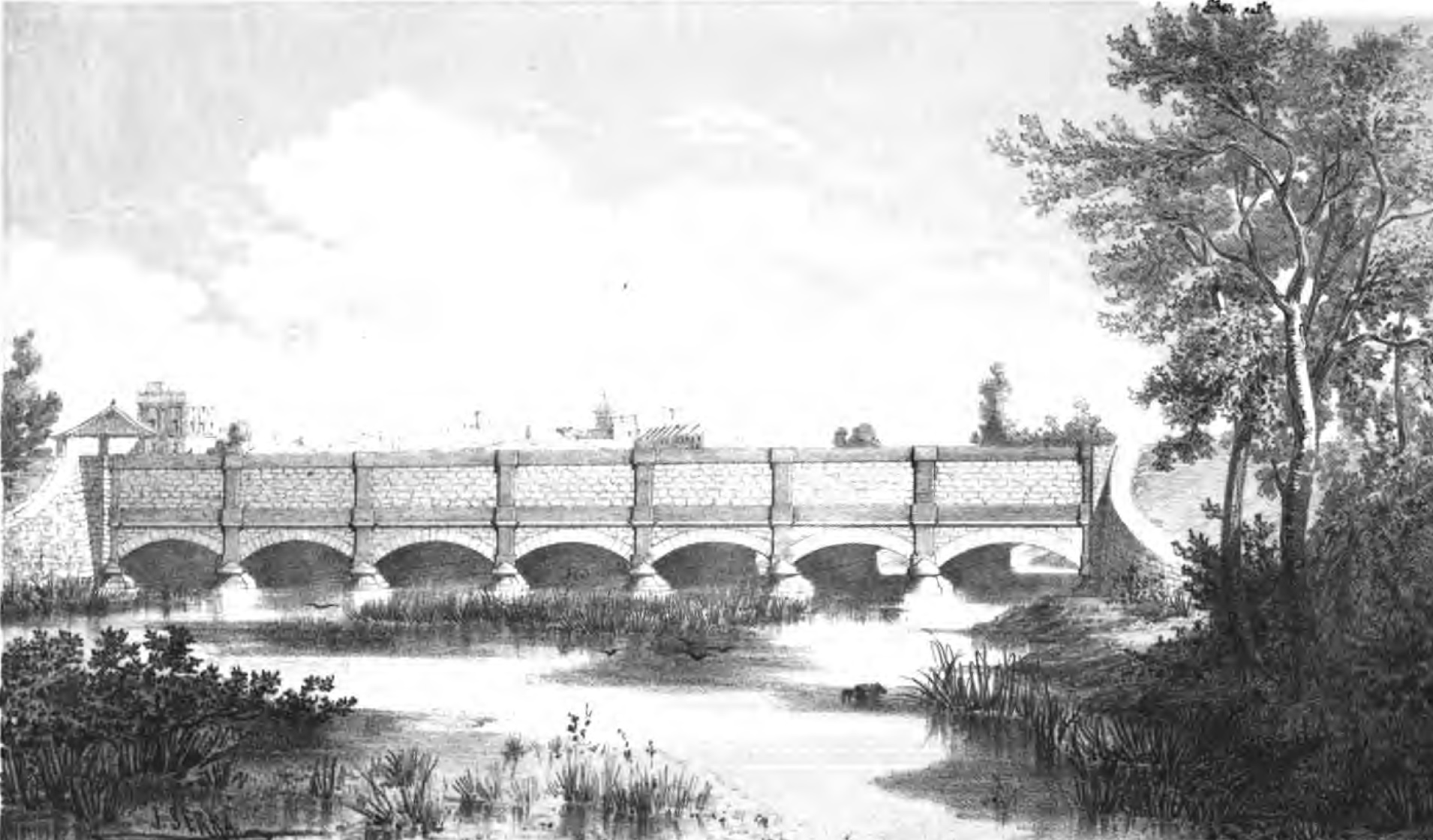
L'aqüeducte original segons gravat publicat al 1861.

L'empresa constructora del Canal d'Urgell per travessar el riu Sió hi construí, l'any 1857 dissenyat per l'enginyer de camins Domingo Cardenal, un aqüeducte de pedra, maons i maçoneria, de set arcs rebaixats de sis metres de llum.
L'extraordinària riuada esdevinguda la nit del 22 setembre de 1874, popularment anomenada la rovinada de Santa Tecla, encara recordada amb terror a tota la comarca pels incalculables danys que produí, suposà una crescuda del riu Sió de 9 a 10 metres sobre el seu nivell habitual. La rovina va destruir al seu pas tot obstacle que trobava, i un d'ells fou el pont de la carretera d'Artesa de Segre a Montblanc al seu pas per Agramunt, les restes del qual van obstruir totalment els ulls de l'aqüeducte del Canal d'Urgell el que en va provocar la total ruïna. Només en van quedar els estreps.
Per restablir el servei, Canal de Urgel S.A., concessionària del canal, descartà l'opció de construir un sifó per la petitíssima diferència de nivell del canal, amb un pendent de només 0,3 metres per kilòmetre, circumstància que no permetria compensar les pèrdues de càrrega que produiria, i es decantà per tornar a construir un altre aqüeducte. Aquest cop però més lleuger que l'original, que permetés incrementar la llum sobre la llera i reduir-ne el nombre de pilars.

## Descripció

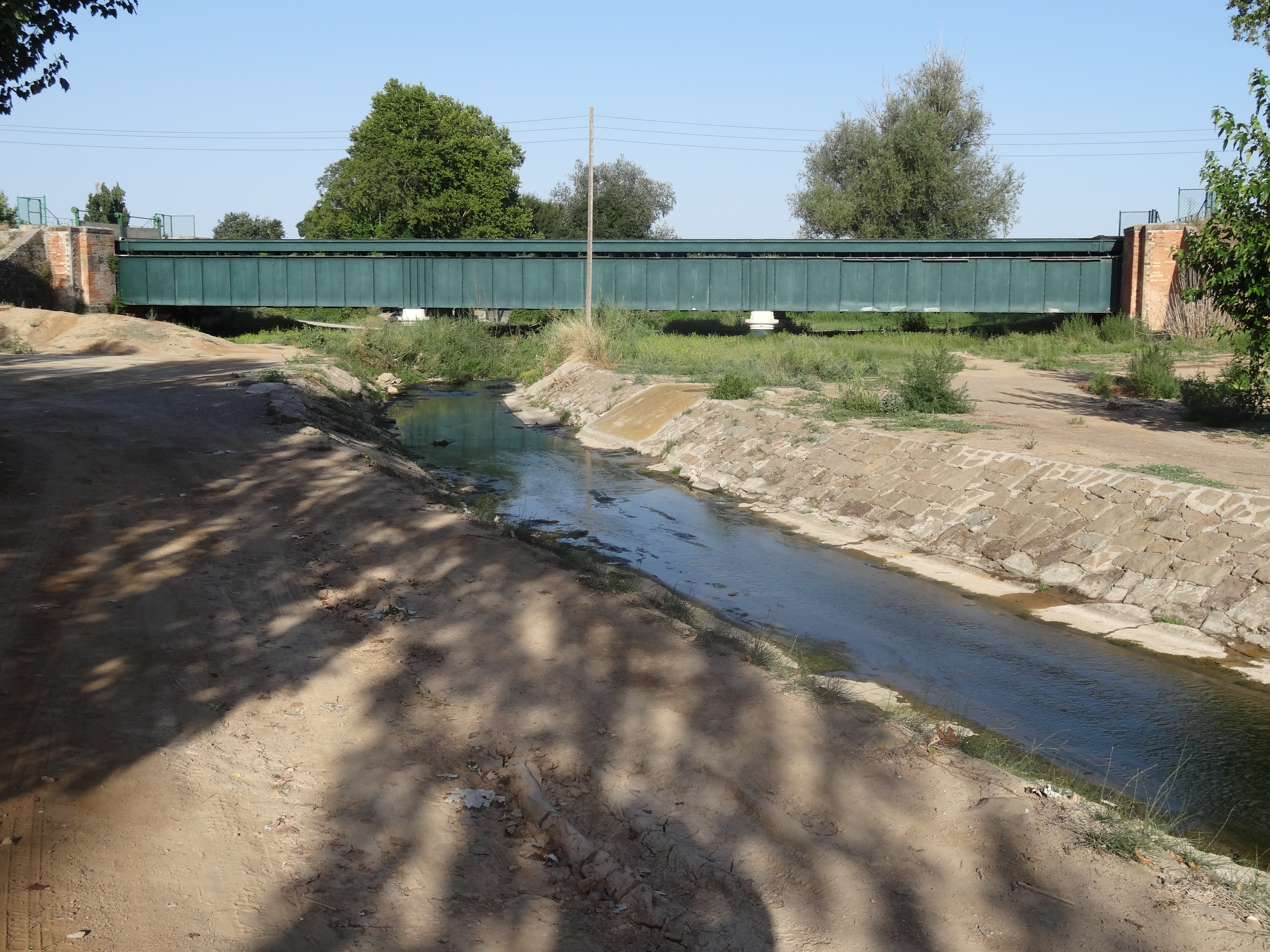
El pont de ferro i el riu Sió

La solució triada fou la d'un aqüeducte amb estructura d'acer, a proposta de l'enginyer Josep Maria Cornet i Mas, director de La Maquinista Terrestre y Marítima, empresa de la qual, en aquella època, n'era accionista la Societat Girona Hermanos i Cia., promotora i constructora del canal d'Urgell. La solució final fou la d'un aqüeducte de dos calaixos de 2 metres d'altura per 3,65 d'amplada realitzats amb estructura de bigues de ferro reblonades, revestides de planxes de palastre, i tot el conjunt recolzat sobre els estreps i només dues línies de pilastres cilíndriques de pedra alliberant sobre el riu tres seccions de 15.15, 16.50 i 15.15 metres de llum. El mateix enginyer, Cornet i Mas, n'assumí la direcció d'obra que quedà finalment acabada el 1876, i va entrar en servei el 1877.
El fet d'utilitzar l'acer com a material per a la restitució de l'aqüeducte pont fou motiu d'admiració i de visita obligada en els seus primers anys. Només cal pensar que la Torre Eiffel de París, construïda dotze anys després, entre 1887-1889, utilitzant la mateixa tècnica constructiva, fou presentada a l'exposició Universal de París de 1889 com un exemple de la nova arquitectura batejada aleshores com del vidre i l'acer.
La seva rellevància ha estat lloada pel prestigiós arquitecte Robert Brufau, que considera el pont de ferro d'Agramunt com una petita joia de l'arquitectura civil catalana «coneixent la data construcció, no podia ni imaginar l'elegància estructural que es desprèn del més petit detall», d'una simplicitat constructiva contundent «Tot i partir d'uns càlculs molt elementals —uns simples diagrames de moments flectors i d'esforços tallants, amb hipòtesi única, que en Cornet va dibuixar damunt dels mateixos plànols d'obra, com si es tractés d'un incunable—, el que sorprèn és que, recalculant-lo amb les més sofisticades tècniques actuals i amb un bon munt d'hipòtesis de comportaments, els resultats són gairebé concordants amb el construït. Això és admirable i demostra fins a quin punt els seus projectistes sabien el que duien entre mans.»

## Restauració
Després de 136 anys de perfecte funcionament la Comunitat General de Regants dels Canals d'Urgell, actual concessionària de l'obra, emprengué l'any 2013 la restauració i reforç de l'aqüeducte, declarat per l'ajuntament d'Agramunt com a Bé Cultural d'Interès Local l'any 2011 per garantir-ne la conservació estètica, i preservar-ne el gran valor patrimonial i històric.
Entre novembre de 2013 i febrer de 2014, l'empresa SORIGUÉ, S.A.U. i realització de Coutex, Equipos y Proyectos, S.A. efectuà la restauració del pont, que quedà totalment integrat en l'estructura precedent pel gran esforç efectuat per utilitzar els mateixos materials i tècniques originals. L'Obra fou inaugurada el 19 de setembre de 2014 pel president de la Diputació de Lleida, l'alcalde d'Agramunt i el President de la Comunitat General de Regants dels Canals d'Urgell.